# Wertheim am Main
Wertheim (Đông Franconia: Wärde) là một thị trấn thuộc bang Baden-Württemberg, tây nam nước Đức. Nằm trên ngã ba sông Tauber và Main, có dân số khoảng 23,400 người, Wertheim được biết đến nhiều với các lâu đài và khu phố thời trung cổ.